# Flamenco
A flamenco gyűjtőnév a spanyolországi Andalúziában élő cigányok által a 18–19. században elterjesztett népzenei és táncstílusokra. Legősibb formája az ének (cante), amihez hangszeres kíséret (toque) és tánc (baile) kapcsolódhat.
Mivel a flamenco tükre a spanyol cigányok életének, a teljes emberre hatást gyakorol: viselkedésében, életfelfogásában, öltözködésében, szerep-mintáiban, teljes valójában érzékelhető hatása. Mindenki aki érzi, mindenki aki átéli részt kap világából. A nép az éneken, a gitárjátékon és a táncon keresztül máig őrzi a „flamenco esszenciát”, a flamenco szabályait, törvényeit.
A flamenco, mint az ősi táncok, a mágikus rítusok szabályai szerint épül föl: a kör, a ceremóniamester és a résztvevők alkotják alapját.

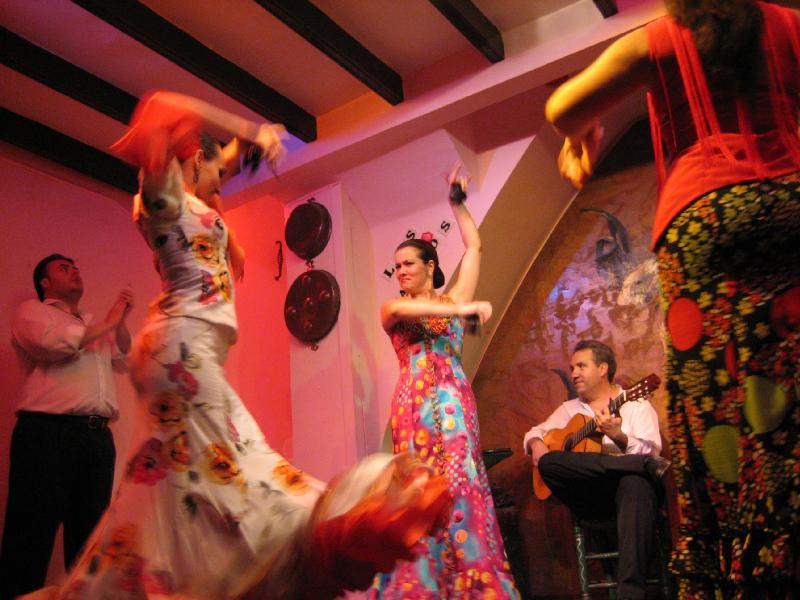
Sevillai flamenco táncosok

## A gyökerek
A flamenco dalok jellemző hangsora egy fríg-jellegű (a zongora fehér billentyűin e alapú) hangsor, aminek egyik gyakori változatában a második-harmadik és hetedik-nyolcadik fok között bővített szekund van (e f gis a li c dis e). Ez az arabok által hidzsaz-nak nevezett hangsor Indiától Perzsián és Törökországon át a Balkánig, sőt Magyarországig nagy területen és nagy gyakorisággal fordul elő, s nyilvánvaló, hogy elsősorban a mórok — nem a cigányok — útján jutott el az Ibériai-félszigetig.
A flamenco kialakulásában négy kultúrának volt kiemelkedő szerepe, de ezen felül még számtalan hatás kimutatható:
- A helyi andalúz parasztzene.
- A cigányok összetett zenei hagyományai (egyik részük ugyanis Európán keresztül, másik részük pedig Észak-Afrika felől érkezett a mai Spanyolország területére.
- Az arab-mór hagyományok, ahol a zenés líra jutott kiemelkedő szerephez.
- Szefárd-zsidó zenei hagyományok.
- Indiai, perzsa, balkáni népzenei és bizánci egyházzenei hatások melyek részben cigány, részben arab közvetítéssel jutottak el idáig.
- A gyarmatosítással összefüggésben Dél-Amerikai és Nyugat-Afrikai hatások is beépülnek a flamencóba.

## A flamenco a cigányok és a spanyolok életében

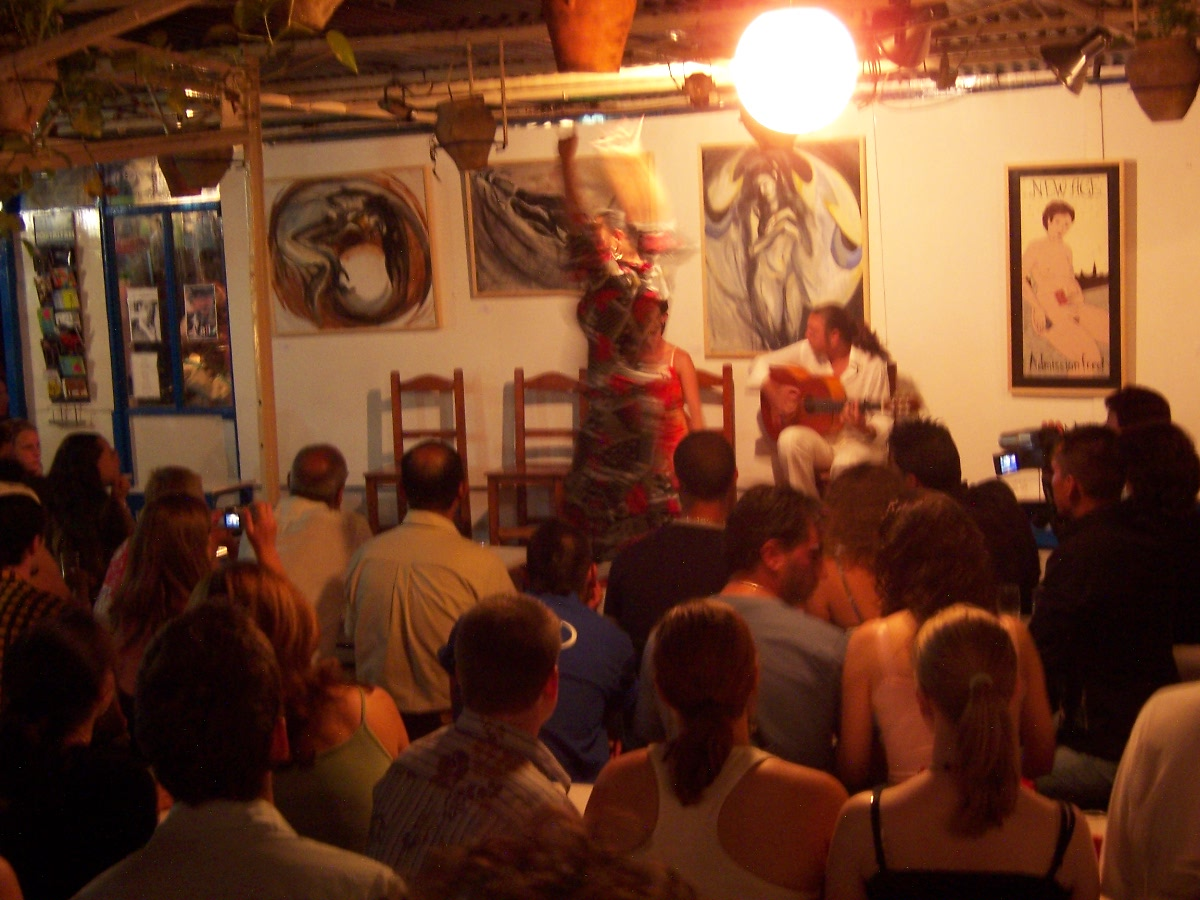
Kávéházi jelenet Sevillában

Bár a flamenco kialakulásában több nép és kultúra zenei hagyománya közrejátszott, művelői azonban csak két népből, az andalúzok (spanyolok) és a cigányok közül kerülnek ki. Az andalúzok a cigányokat gitanónak hívják, a cigányok saját magukat calónak, az andalúzokat pedig payónak, vagyis „nem cigány”-nak nevezik. A flamenco mindkét nép életét szervesen áthatja, azonban mind funkciójában, mind műfajaiban különbözik a payók és a gitanók flamencója. A két közösség tekintetében folyamatos a rivalizálás, mindketten maguknak követelik az elsőbbséget a flamenco származását és hiteles tolmácsolását illetően.
- Az andalúzoknál a flamencónak szerteágazó intézményi háttere épült ki, számos klub, egyesület és flamenco-iskola működik, ahol a hagyományos műfajok mellett helyet kapnak az újító szellemű műhelyek is. A payóknál a flamenco általában színpadcentrikus, akkor is, ha az előadók csak műkedvelők. Hagyományosan kizárólagosan andalúz flamenco-műfajok a fandangos, malaguenas, granainas és a cantes de lavante.
- A cigányoknál a flamenco sokkal közösségibb és művelésének alkalmait tekintve is spontánabb műfaj. Régebben a nagycsalád tagjai a nagybirtokokon vállaltak mezőgazdasági munkát. A napi munka végeztével az ideiglenes szállásokon került sor a flamenco-estékre, melyen a teljes közösség részt vett. Jelenleg a munkavállalásnak ez a formája már nem létezik, a flamenco-körök a szűkebb városrész lakóközösségéből állnak össze, azonban leggyakrabban itt is családi-rokoni közösségről van szó. Ebből következően ezek a flamenco-körök rendkívül zártak, és nem csak a payókkal, hanem egymással is konkurálnak. A cigányok nem járnak szervezett flamenco tanfolyamokra, az éneket, a táncot és a zenét a családi körben sajátítják el. Kizárólagosan cigány flamenco-műfajok a soleá, seguiriyas, bulerías és a tangos.
- A flamenco őshazája Andalúzia, de meg kell említeni Spanyolország, és az egész spanyol nép viszonyát a flamencóhoz. A műfaj kialakulásának ideje egybeesik a spanyol nemzettudat kialakulásával, a nemzeti romantika időszakával. Bár a spanyolok életét korántsem szövi át annyira a flamenco mint az andalúziaikét, de mindenhol rendkívül népszerű, és a spanyol identitásnak szerves részét képezi.
- A flamenco megtermékenyítőleg hatott más művészeti ágakra is. Klasszikus zenében legjellemzőbb példa rá Manuel de Falla, másik végleten, a populáris szórakoztató zene műfajában pedig a Gipsy Kings. A dalszövegek Federico Garcia Lorca verseit inspirálták, filmművészetben pedig Carlos Saura több alkotásában is főszerepe van a flamenco táncnak. Andalúzia-szerte különböző alkotóktól több szobrot is állítottak a népszerű flamenco előadóknak, mint ahogy festmények is készülnek róluk.

## A dal
A flamenco dalok egyszerű, kevés szótagú sorból álló strófákra épült szerkezete önmagában nem árul el különösebb eredetiséget. A strófák egymáshoz nem is kell, hogy kapcsolódjanak, az élő flamenco dalok egyik sajátossága, hogy egy-egy versszak akár eltérő műfajú (lásd lentebb) dalban is felbukkanhat. Az énekesek improvizált előadáskor, közösségben énekléskor gyakran ötletszerűen veszik elő az általuk ismert, kedvelt strófákat, amelyek így egy egyedi, egyszeri dallá állnak össze. Ami a flamenco dalok megszólalásában eredeti, az az improvizáltan drámai jellegű előadás. A flamenco-énekes régen hangszerkíséret nélkül énekelt, ma gitárral kíséri önmagát és énekéhez virtuóz előjátékot, közjátékokat, utójátékot játszik. Táncos szereplő is (leginkább táncosnő) csatlakozhat hozzá. A többnyire nem vidám szövegű, hosszan kitartott és díszített aj szótaggal indított dalban dallamos és recitatív részek, szabad és kötött ritmusú szakaszok váltakoznak; gyakori bennük a tempóváltás. Az előadás minősége erősen függ az énekes temperamentumától, pillanatnyi hangulatától, a hallgatóival való kontaktus erősségétől. 

## Cante: az ének
Bár a flamenco az improvizált ének-tánc-zene hármas egységére épül, legfontosabb eleme, mondhatni a „flamenco szíve” az ének. A flamenco ének két csoportba sorolható, egyik a kötetlen ritmikájú libre, másik a szigorúan kötött ritmusú compas, mely a ritmusszerkezet alapján további alcsoportokra osztható. A szerkezeti kötöttségek mellett az előadás mindig improvizatív, és érzelemgazdag: ahogy mondják, flamencót csak a „lélek legmélyéből” lehet énekelni.

## Baile: a tánc

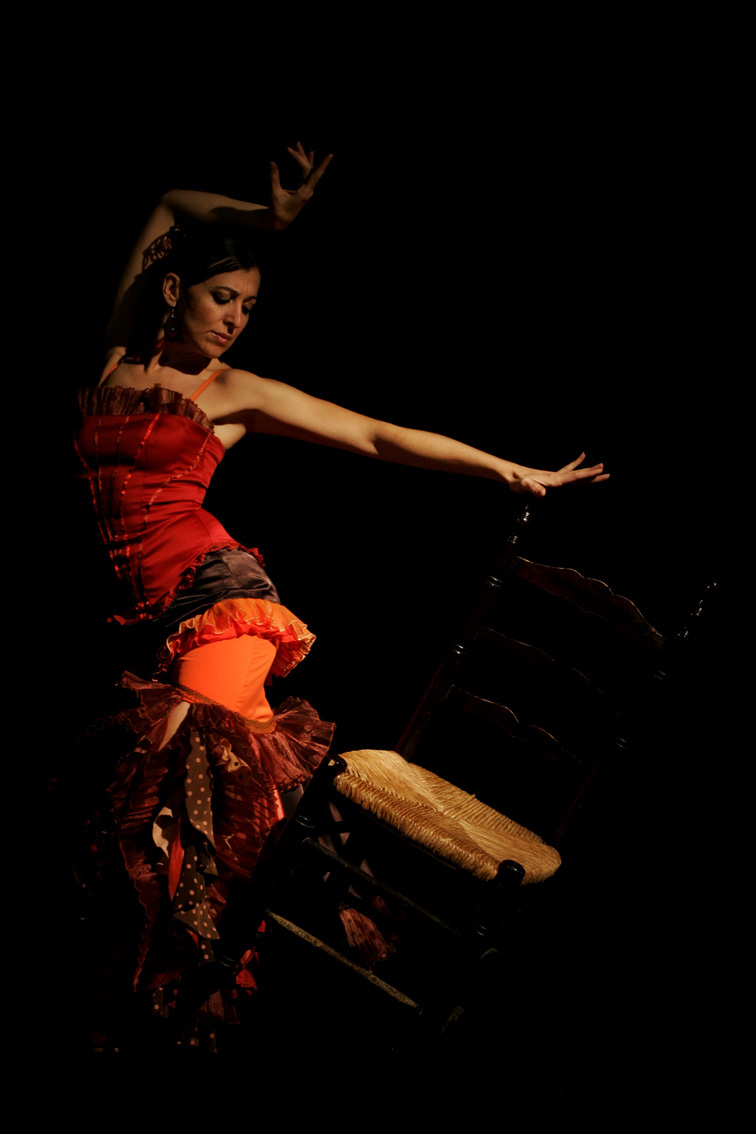
Immaculada Ortega

Ellentétben a cante különböző fajtáival, a tánccal kapcsolatban viszonylag kevés kutatást végeztek. Mivel a flamenco tánc és ének korán összefonódott, ugyanazok a hatások érték mindkét ágat és ugyanazok a stílusjegyek jellemzik mind az éneket, mind a táncot, természetesen a saját műfaji kereteiknek megfelelően. A tánc nem koreografált, hanem egy meghatározott motívumkészletből improvizál a táncos, az adott pillanat hangulatának megfelelően. A tánc ritmikája azonban olyannyira kötött, hogy a táncos mozgása (taps, lábdobogás) gyakorlatilag saját magának a ritmuskísérete. Kutatások kimutatták a flamenco tánc kapcsolatát a négy nagyobb indiai kultikus tánccal (katak, kathákali, manipuri, bharata natyam).

## Toque: a zene

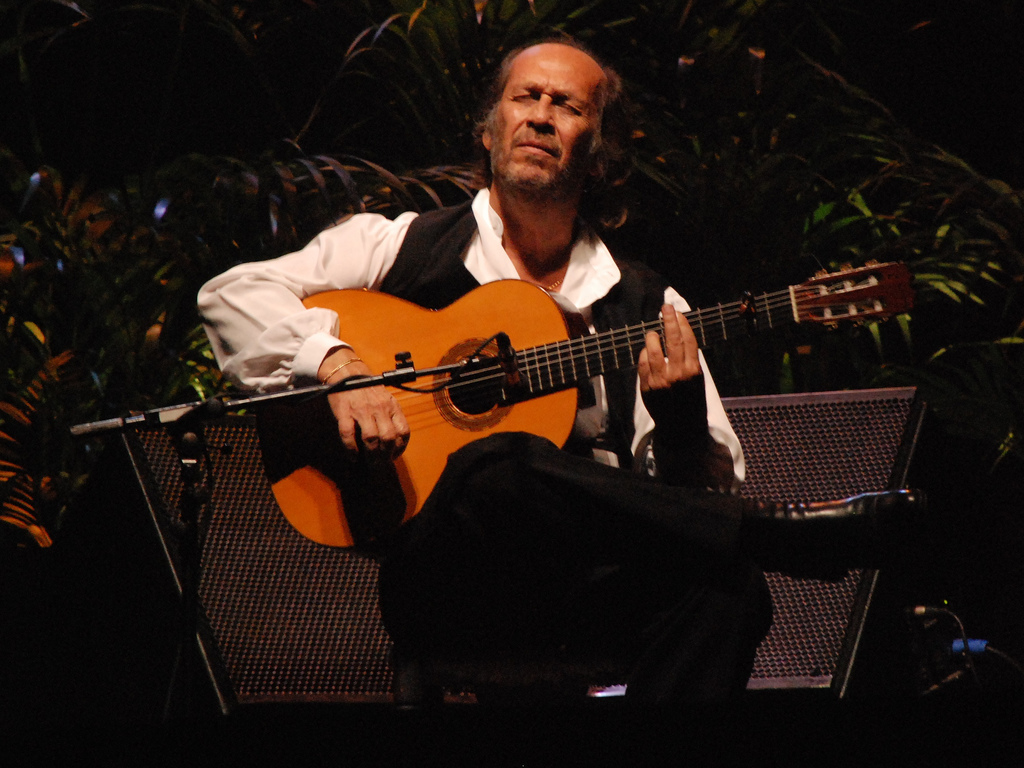
Paco de Lucía

A hangszeres kíséret eleinte csak tapsot, vagy egyszerű ütőhangszereket (botok összeütése, zaj keltése kocsmaasztalon, cajón) jelentett. A gitár, bár már a XV. századtól vannak használatára adatok, csak viszonylag későn, a XIX. század közepétől lett általánosan elterjedt hangszer. A gitárjáték is átvette az éneklés ritmikai és dallambéli sajátosságait. A színpadi flamencónak azóta megjelent a csak hangszeres formája is, ami eredeti közegében elképzelhetetlen lett volna. A gitárnak kialakult a flamencogitár változata, ez fenyőből és ciprusfából készül, valamivel kisebb és világosabb színű a klasszikus gitárnál.

## Nevezetes helyek és alkalmak

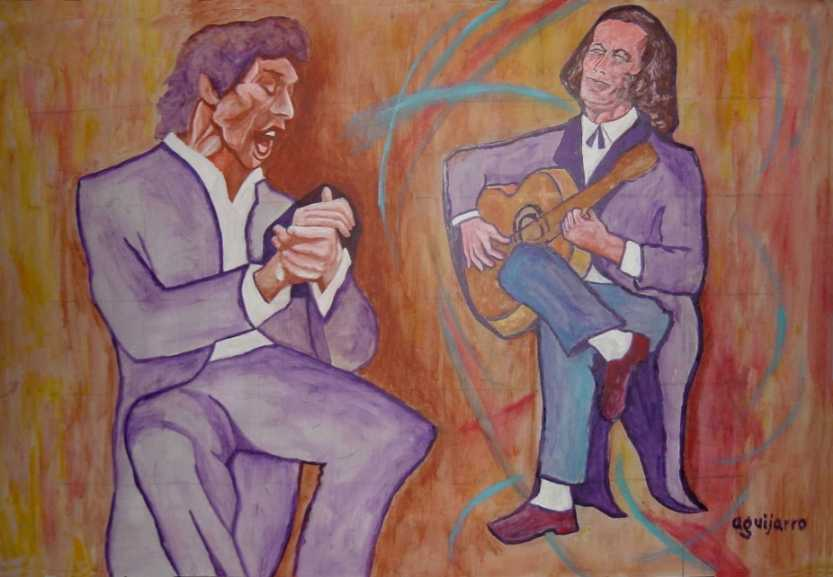
Aguijarro: Camarón de la Isla és Paco de Lucía

A flamenco őshazája Andalúzia, és jelenleg is három, Sevillához közel eső kisváros tekinthető a központjának. Ezekben számos flamenco iskola és flamenco kávézó működik, de sok helyen spontán flamenco-alkalmaknak is szemtanúja lehet az érdeklődő. Ezen felül mindhárom városnak megvan a hagyományos ünnepe, ahol a flamenco is szerepet kap.
- Jerez de la Frontera: A város nevezetes ünnepi alkalmai a nagyhéti passió-körmenetek, és a május eleji egyhetes „lóvásár”, a Feria del Caballo.
- Arcos de la Frontera: A kisváros legnagyobb ünnepi látványossága a farsangi jelmezes felvonulás, ahol a flamencónak is szerep jut.
- Lebrija: A júliusi „csigaünnep” a Caracola Spanyolország legnagyobb flamenco fesztiválja. Szinte kizárólag cigány előadók vesznek rajta részt.

## Flamenco stílusok (palo-k)

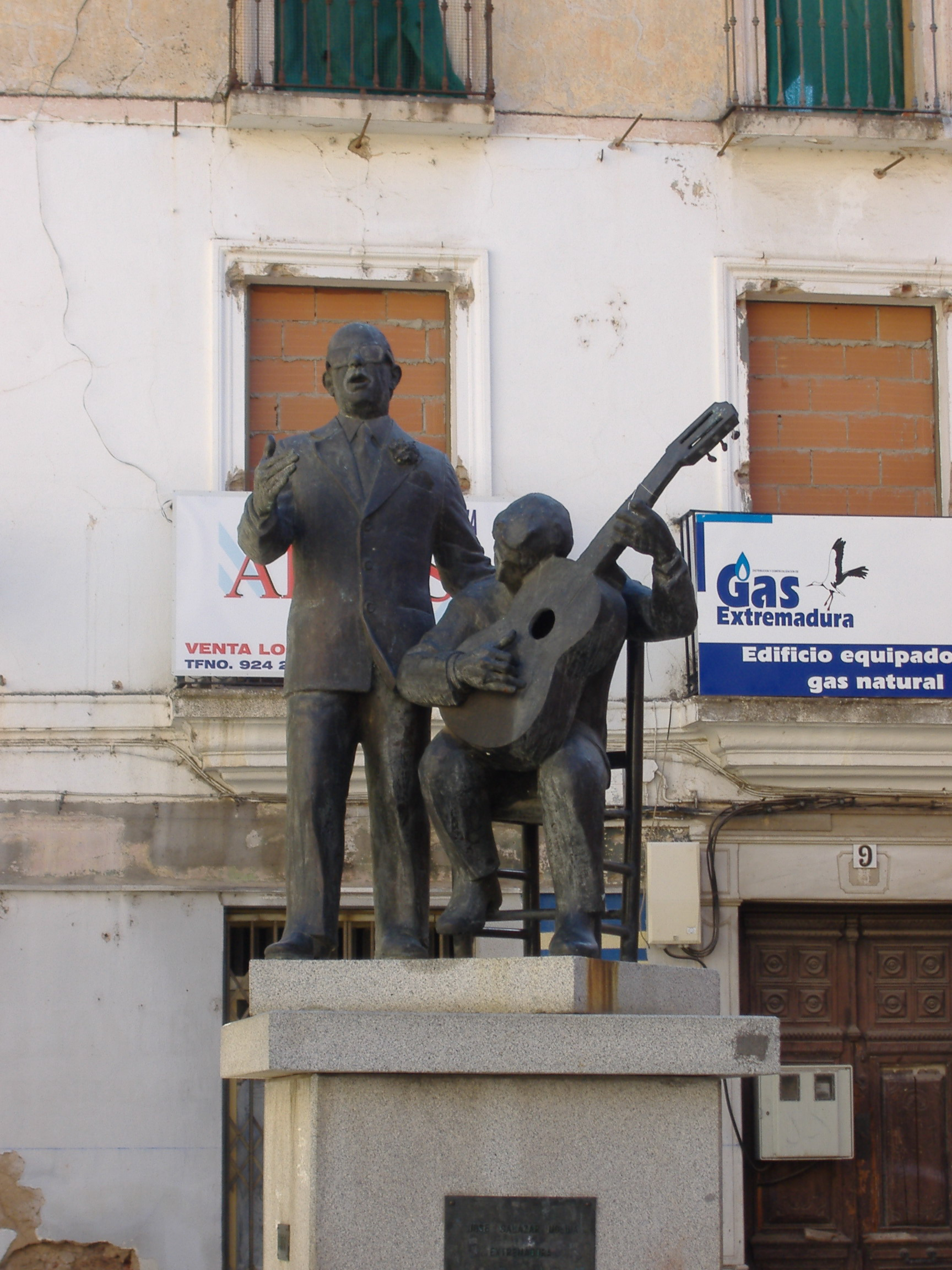
lA flamenco Andalúziában maga az élet

A hazai flamenco életben a flamenco egyes változatait (amik eltérhetnek tempóban, ritmusszerkezetben, alkalmazott szöveganyagban és a jellegzetes dallamaikban) gyakran stílusnak is nevezik. Eredeti spanyol nevén ez a palo [ˈpalo].
Alboreá | Alegrías | Bambera | Bulerías | Cabales | Campanilleros | Cantiña | Caña | Caracoles | Carcelera | Cartagenera | Colombiana | Corrido gitano | Debla | Fandango | Fandanguillo | Farruca | Galeras | Garrotín | Granaína | Guajira | Jabera | Jota Flamenca | Liviana | Malagueña | Mariana | Martinete | Media | Media Granaína | Milonga (género musical) | Minera | Mirabrás | Nana | Petenera | Polo | Romance | Romera | Rondeña | Rumba | Saeta | Seguiriya o Siguiriya | Serrana | Sevillana | Soleá | Tango | Tanguillo | Taranta o Taranto | Tientos | Toná | Trillera | Verdiales | Vidalita | Zambra | Zapateado | Zorongo

## Spanyol flamenco táncosok
- Sara Baras
- Eva Yerbabuena
- Mercedes Ruiz
- Rafael Campallo
- Adela Campallo
- Torombo
- Andres Pena
- Belé Maya
- Antonio Gades
- Juaquin Cortes
- Pilar Ogalla

## Flamenco zenészek és táncosok
- Raimundo Amador
- Juan Carmona
- Moraito Chico
- La Paquera de Jerez(wd) Paquera de Jerez
- Parilla de Jerez
- Paco de Lucia
- Periquin Nino Jero
- Antonio de la Malena
- Rafael Mendiola
- Ramon Montoya
- Fernando el del la Morena
- Fernando de Plata
- Sabicas (Agustin Castellon)
- Manuel Soto (El Sordera)
- Enrique Soto
- Vicente Soto (El Sordera)
- Jose Soto
- Paco Peña Archiválva 2011. július 26-i dátummal a Wayback Machine-ben
- Tomatito

## Magyar flamenco táncosok
- Inhof Katalin, Sevillából költözött hazánkba és 25 éve megalapította a La Kati Flamenco Művészeti Tánciskolát. Honlapja: https://inhofkatalin.hu/
- Lippai Andrea (honlapja)
- Pirók Zsófia (honlapja Archiválva 2016. június 24-i dátummal a Wayback Machine-ben)
- Vámos Veronika
- Bucsás Györgyi (honlapja)
- Barsy Laura (honlapja)
- Bajnai Bea (honlapja)
- Vadady Virág
- Keck Mária (honlapja)

## A flamenco és a spanyol népzene
Bár Spanyolország népzenéjét sokan a flamencóval azonosítják, érdemes tisztázni, hogy a flamenco csak egyetlen műfaj a számos, és régióként igen eltérő és változatos spanyol népzenei műfajok közül. A flamenco inkább „etnozene”, mint népzene, vagyis nem kifejezetten a spanyolokhoz, hanem az andalúz cigányokhoz köthető. Az északi területek – Kasztília és Aragónia – népzenéje sokkal inkább az olasz vagy a görög népzenéhez hasonlít.

## Cigány tematikájú összefoglaló szócikkek
- Cigány népcsoportok
- Cigány nyelv
- Cigányok
- Cigány nemzeti jelképek
- Cigány ünnepek